# 液体ガラス
液体ガラス（えきたいガラス）は、TBS系列のドキュメンタリー番組「夢の扉 〜NEXT DOOR〜」で、（株）日興の塩田政利氏が出演した「ガラス塗料で建築物の長寿命化・無害化を成し遂げたい」の回で紹介されたのがはじまりである。液体ガラス（えきたいガラス）は化学や物理に基づいた名称ではなく、制作会社がシリコーン化合物のイメージをわかりやすく伝えるために名づけた造語である。